# مارينا غرانوفسكايا
مارينا غرانوفسكايا (بالإنجليزية: Marina Granovskaia)‏ المديرة التنفيذية لنادي تشيلسي الإنجليزي لكرة القدم (ولدت يوم 13 يناير من العام 1975 في روسيا) هي الذراع الأيمن لمالك تشيلسي رومان إبراموفيتش،  وكانت قد درست في إحدى مدارس موسكو، المتخصصة في الموسيقى والرقص، و بعد ستة أشهر من انهيار الاتحاد السوفييتي دخلت غرانوفسكايا كلية اللغات الأجنبية في جامعة موسكو الحكومية، ثم تخرجت منها بدرجة ممتازة في عام 1997.